# 輝瑞

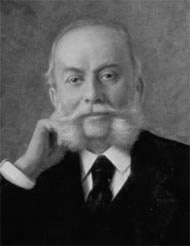
輝瑞公司創始人查理斯·辉瑞

輝瑞（英語：Pfizer, Inc.，/ˈfaɪzər/）是源自美國的跨國製藥、生物技術公司，營運總部位於紐約，研發總部位於康涅狄格州的格羅頓市。其股票於2004年4月8日成為道瓊斯工業指數的成份股。根據收入排名，其為全球最大的製藥公司。

## 歷史
輝瑞公司由查爾斯·費澤（Charles Pfizer）創立於1849年，早期是一家以生產化工產品為主要經營業務的化學品公司，藥物作爲化學品的一種也屬於公司的經營範圍之内。1861年爆發的南北戰爭給了輝瑞公司發展的機會，戰爭中輝瑞向北軍提供了大量的藥品，公司随着戰爭的進展而迅速發展，成爲美國國内較大的化學品生產企業之一。
南北戰爭之後輝瑞的主要產品是檸檬酸，直到1928年亞歷山大·弗萊明發現青黴素之後，輝瑞公司開始抗生素的生產，并逐渐將企業的重心轉移到抗生素領域，此後，輝瑞公司对發酵工藝進行了深入研究，并將其用於檸檬酸和青黴素的生產，現在工業界普遍認同輝瑞公司是发展發酵技術的先驅之一。
第二次世界大戰给了輝瑞公司又一次發展的機會，輝瑞公司是當時唯一使用發酵技術生產青黴素的企業，不僅產量极大且生產成本生非常低，向美國軍方提供了大量相對廉價的青黴素產品，公司也利用这一機會飛速擴張。
戰後的輝瑞公司進一步加强了藥物的生產與研發，并于1951年研發廣譜抗生素土黴素成功。此後的四環素、吡羅昔康等藥物的成功研發都給輝瑞帶來了巨大的經濟利益。這些藥物很多成爲臨床的經典藥物，而輝瑞的很多研發案例也因而成爲藥物設計的經典案例。1956年，輝瑞正式進軍大中華市場，並成立香港分公司，在台灣當時音譯為「飛籌大藥廠」。1989年进入中國内地，1990年5月18日開始建設其在大連的工廠，1992年投入生產。
1998年，輝瑞公司研發的西地那非（萬艾可）上市，并且獲得空前成功，據統計，在全世界每秒鈡就有四粒“萬艾可”被患者服用，輝瑞公司也因爲萬艾可在商業上的巨大成功，先後以930億美元收購華納--蘭伯特藥廠（Warner-Lambert）和以600億美元買下Pharmacia法玛西亚，成爲美國最大的藥品生產企業。
2006年6月27日強生以166億美元（約1294.8億港元）現金，收購輝瑞的個人護理用品業務。
2009年1月26日，輝瑞以股份加現金方式收購同業惠氏（Wyeth），其收購所需的資金是由美國銀行、美林、JP摩根、高盛、花旗及巴克萊所組成的銀行團貸款225億美元而來。
2011年4月4日，輝瑞藥廠將旗下空心膠囊部門Capsugel的業務以23.8億美元售予KKR公司。同年研發沛兒13肺炎鍊球菌結含疫苗。
2012年4月23日，雀巢以118.5億美元收購輝瑞自惠氏購得的嬰兒食品部門「惠氏奶粉」的業務。
2012年6月7日，計劃2013年7月前分拆旗下動物保健業務上市，後者將命名為Zoetis，透過首次公開上市（IPO）出售少數股權。
2013年2月1日，輝瑞分拆旗下動物保健品牌Zoetis在紐約證券交易所上市，發行8,610萬股，每股發行價26美元，集資最多22億美元（約171.6億港元）
Zoetis2012年營業額約43億美元，全球有9,000名僱員，是全球總值220億美元的動物保健品行業中規模最大的企業。
2015年2月6日，輝瑞以每股90美元，斥資約170億美元收購美國藥物及醫療設備製造商Hospira Inc（HSP）赫士睿公司。
2015年11月23日，輝瑞宣布斥資1,600億美元打算收购艾尔建，2016年4月6日，因奥巴马政府禁止税负倒置，輝瑞取消收購計劃，辉瑞赔偿艾尔建中止协议补偿金1.5亿美元。
2016年5月16日輝瑞斥資52億美元（約406億港元）現金收購生物製藥公司Anacor Pharmaceuticals‧
2016年8月6日輝瑞最多斥資6.45億美元收購基因療法開發公司Bamboo Therapeutics。
2016年8月22日，輝瑞以140億美元現金收購美國抗癌藥製造商Medivation Inc。
2018年12月19日，葛蘭素史克和輝瑞將旗下各自生產非處方藥的消費保健品事業合併成葛蘭素史克消費保健品公司（GSK Consumer Healthcare）葛蘭素史克將佔新合營公司68%權益，輝瑞則佔餘下32%權益，有關交易將全部以股份形式進行，該合資公司的年銷售額高達98億英鎊（127億美元），超越強生成為全球最大型非處方藥生產商。
2019年5月10日，輝瑞以8.1億美元現金收購收購瑞士生物技術公司Therachon。
2019年6月18日，輝瑞以每股48美元現金，斥資114億元美元收購癌症藥製造商Array BioPharma。
2019年7月29日，輝瑞將分拆旗下的非專利藥物部門普強Upjohn和邁蘭合併，輝瑞股東將持有新公司57%股份，合併後的新公司年銷售額將超過200億美元，其產品組合包括輝瑞的陽痿藥物威而鋼、膽固醇藥片立普妥（Lipitor）、止痛藥Lyrica和Mylan的緊急過敏治療EpiPen。
2020年11月9日，輝瑞宣佈為針對2019冠狀病毒病的BNT162疫苗成功進行第三期臨床測試，並向美國食品藥品監督管理局申請緊急使用授權。
2020年11月由邁蘭和輝瑞普強合并後的新公司晖致于2020年11月16日正式成立，11月17日開始在納斯達克進行交易，股票代碼為VTRS。喗致在全球擁有約45,000名員工，總部位於美國。
2021年11月29日，執行長博爾拉（英語: Albert Bourla）說，輝瑞已開始研發專門針對新變異株Omicron的COVID-19疫苗，以防現有疫苗對最新變異株無效。
2022年4月22日，世衛組織發表聲明強烈建議儘早將輝瑞的Paxlovid給予感染2019冠狀病毒病的高風險患者服用。
2023年12月，輝瑞獲准以430億美元收購治癌藥品公司Seagen。
2024年10月，爲了應對冠狀病毒疫苗的收入的降低，輝瑞將目光投向其與癌症有關的產品、對Seagen公司的收購以及人工智能以支持公司的發展。

## 公益活動
2003年SARS疫情爆發时，輝瑞中國公司曾經通過中國紅十字會總會向中國政府捐贈45萬美元的物品和資金。
2004年輝瑞中國公司向中華健康快車基金會“健康快車”項目捐款價值45萬人民幣的人工晶体，用於中國西部貧困地區白内障盲童的復明手術。
輝瑞公司是在2004年印度洋大地震中捐款最多的公司，總計捐款3500萬美元（其中包括1000萬現金與2500萬的藥物）。
2010與2011年，輝瑞大藥廠之銀寶善存與財團法人伊甸社會福利基金會合作，支持“居家照顧服務”。
2012年，於世界肺炎日，推廣長者冬季肺炎的嚴重性以及預防肺炎的重要性。

## 爭議
2010年12月，《維基解密》公佈一則新聞，指尼日利亞（奈及利亞）卡諾州政府于2007年5月與輝瑞集團達成了一項金融協議，涉及在當地腦膜炎爆發期間，向兒童提供的抗生素引起爭議的法律訴訟。《维基解密》稱卡洛州政府控告輝瑞集團在兒童身上試驗腦膜炎藥物「Trovan」，但在過程中出了問題，導致十一名兒童死亡，另有數十人變成殘障，并要求輝瑞賠償二十億美元，以及揭露輝瑞聘請調查員來調查尼日利亞司法部長邁克爾·安多卡卡（Michael Aondoakaa）的腐敗，以向司法部長施加壓力，要求撤銷對輝瑞的訴訟。2009年，輝瑞与尼日利亞政府達成和解協議，把賠償金額大幅減至7,500萬美元。由於輝瑞公司和尼日利亞當局簽署了保密協議，該協議的條款不明。
輝瑞集團尼日利亞公司高層恩里科·利格里（Enrico Liggeri）随後反駁《维基解密》提供的新聞，稱該指控是荒謬的。利格里表示，指該新聞指控輝瑞聘請調查員來調查尼日利亞司法部長的指控是荒謬，强調輝瑞集團的實驗是在尼日利亞政府的批准下并在參與者的父母或監護人的同意下進行的， 并且符合尼日利亚法律。利格里表示，輝瑞公司在維持該實驗的進行得很好，任何死亡都是腦膜炎本身的直接結果。他對解決卡诺州案件的和解協議表示不满，但得出的結論是，7,500萬美元的數字是合理的，因爲該訴訟已經進行了很多年，輝瑞公司每年爲此付出的法律和調查費用超過1500萬美元。利格里也暗示卡諾州政府對輝瑞的訴訟「完全是政治性質的」。他聲稱在卡諾州同一家醫院的無國界醫生組織“在1996年腦膜炎流行期間向其他兒童施行了Trovan，但尼日利亚政府未采取任何行動”。無國界醫生組織隨後强烈否認這一點，稱他們從未使用Trovan醫治兒童們的腦膜炎。輝瑞公司在給《衛報》的聲明中說：“尼日利亞政府和卡諾州提起的Trovan案件已經在2009年通過雙方協議解決。輝瑞真誠地與尼日利亞政府談判了和解協議，儘管輝瑞沒有看到美國駐尼日利亞大使館提供的有關尼日利亞政府案件的任何文件，但據稱這些文件中的陳述完全是錯誤的。

## 著名人物
- 前香港行政長官曾蔭權曾在輝瑞供職銷售員。（1965-1967年間）